# ストライキング・レンジ
『ストライキング・レンジ』（原題：Striking Range）は、アメリカ合衆国の映画作品。

## キャスト
| 役名       | 俳優                             | 日本語吹替 |
| ---------- | -------------------------------- | ---------- |
| ヴァッシュ | ルー・ダイアモンド・フィリップス | 矢崎文也   |
| ビリングス | グレン・モーシャワー             | 永田博丈   |
| エミリー   | ヤンシー・バトラー               | 安藤麻吹   |
| ジョン     | トム・ライト                     | 乃村健次   |
| キルマー   | ジェフ・スピークマン             | 上別府仁資 |
| ブライス   | トロイ・ベイカー                 | 成田剣     |
| メイビー   | スカーレット・マカリスター       | 鬼頭典子   |
| テイヴ     | スティーヴ・クリーガー           | 一馬芳和   |
|            | ダニエル・ミリカン               |            |

- その他の声の吹き替え：大窪晶／渡辺育子／高桑満／松平真之介／桜木信介／清水千恵／寺井沙織